# I Cry (Julian Perretta)
I Cry is een nummer van de Britse zanger Julian Perretta uit 2016. Het is de tweede single van zijn tweede studioalbum Karma.
"I Cry" was de opvolger van de hit Miracle. Het nummer, dat gaat over een stukgelopen relatie, was in tegenstelling tot de voorganger minder succesvol. Het in Perretta's thuisland het Verenigd Koninkrijk. Het werd wel een grote hit in Frankrijk, waar het de 19e positie behaalde.